# Грабарка (притока Жилки)
Грабарка — річка в Україні, у Старосинявському і Старокостянтинівському районах Хмельницької області. Ліва притока Жилки (басейн Дніпра).

## Опис
Довжина 15 км, похил річки — 2,7 м/км. Формується з багатьох безіменних струмків та водойм. Площа басейну 61,5 км².

## Розташування
Бере початок на північному заході від Травневого. Тече переважно на північний схід через Пасічну і в Йосипівці впадає у річку Жилку, праву притоку Случі. 
Населені пункти вздовж  берегової смуги: Гречана, Харківці.